# Jean-Baptiste Santerre

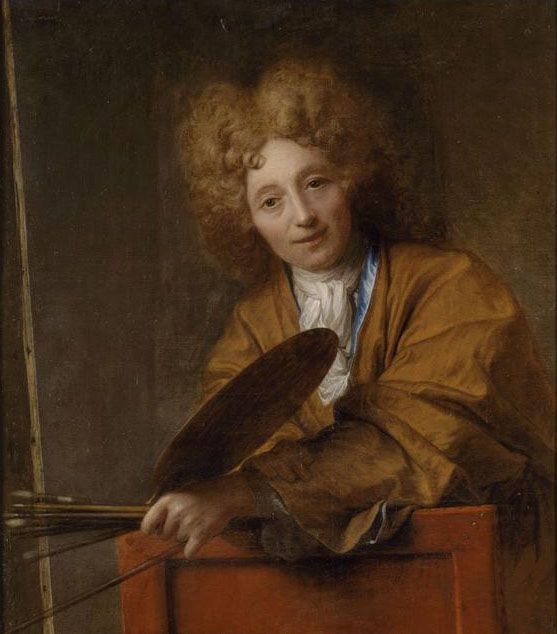
Autoritratto (1704)

Jean-Baptiste Santerre (Magny-en-Vexin, 1º gennaio 1651  (o 23 marzo) – Parigi, 21 novembre 1717) è stato un pittore, disegnatore e docente francese, membro dell'Accademia reale di pittura e scultura.

## Biografia

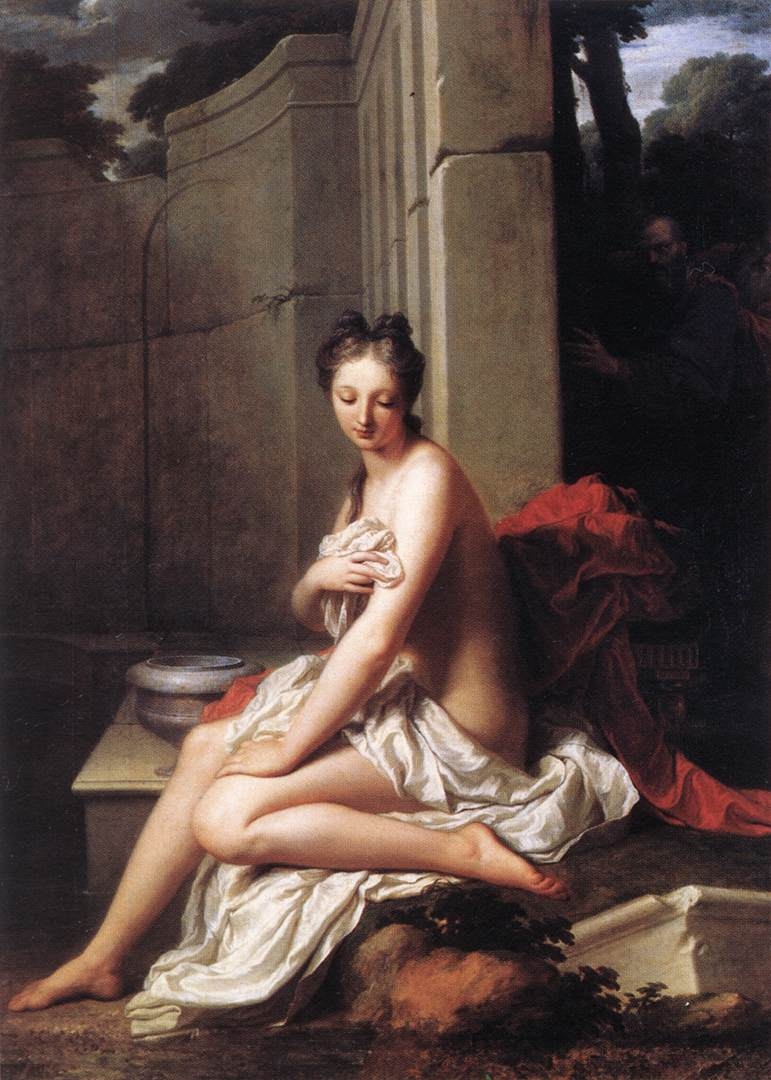
Susanna al bagno (1704)

Formatosi alla scuola di Bon Boullogne e di François Lemaire, ritrattista, operò principalmente a Parigi tra il 1666 ed il 1717. A Versailles fondò una scuola per artisti di sesso femminile. Nel 1698 fu accettato presso l'Accademia reale di pittura e scultura e nel 1704 ne divenne membro come pittore di storia, presentando il dipinto Susanna al bagno, la sua opera più nota. Nel 1709, su commissione reale, realizzò, per la cappella della Reggia di Versailles, Santa Teresa in estasi, che ricorda la scultura del Bernini.
Si dedicò soprattutto alla rappresentazione di soggetti di genere e cristiano-religiosi, all'esecuzione di ritratti e di nudi, per cui fu principalmente famoso. Precursore di Jean-Marc Nattier nel genere dei ritratti fantastici, realizzò molte immagini sensuali di soggetto allegorico o familiare, sensualità ottenuta in gran parte con un incarnato di porcellana e reso in modo naturale con toni grigi o freddi, stile che anticipa certi aspetti del neoclassicismo (Due attrici (1699); Giovane donna con velo, Ritratto di donna (1701); Maria Adelaide di Savoia, duchessa di Borgogna). I soggetti delle opere di Santerre furono spesso di derivazione nordica, come musicisti, donne che leggono lettere, fumatori e cuoche. A questi furono aggiunti pellegrini, Espagnolettes e donne vestite in maschera. Altro motivo presente nelle sue opere fu l'illuminazione a luce di candela, ispirata da Gerrit Dou e Godfried Schalcken.
Fu oggetto di maldicenze e discredito per il carattere sensuale delle sue opere d'ispirazione religiosa.

## Alcune Opere
- Autoritratto, olio su tela, 90 × 80 cm, 1704, Reggia di Versailles, Versailles
- Susanna al bagno, olio su tela, 205 × 145 cm, 1704, Museo del Louvre, Parigi
- Ritratto di Jean Racine, 1690 circa[5]
- Ritratto di uno scultore, olio su tela, 81,3 × 65,4 cm, 1700-1710, Art Institute, Chicago[6]
- Ritratto di Maria Adelaide di Savoia, duchessa di Borgogna, olio su tela, 1709[7]
- Due attrici, olio su tela, 146 x 114 cm, 1699, Museo dell'Ermitage, San Pietroburgo[8]
- Giovane donna addormentata, olio su tela, 73,5 x 60 cm, prima del 1710, Museu nacional d'art de Catalunya, Barcellona[9]
- Una cuoca, olio su tela, 84,5 x 69,3 cm, Museo di Belle Arti, Nantes[10]
- Ritratto di giovane donna con lettera, olio su tela, 91 x 73 cm, 1717 circa[11]
- Ritratto di Filippo II, duca d'Orleans[12]